# Nieszczebla prądówka
Nieszczebla prądówka (Oligoneuriella rhenana) – gatunek jętki z rodziny nieszczeblowatych.

## Taksonomia
Gatunek ten został opisany w 1852 roku przez Ludwiga Imhoffa jako Oligoneuria rhenana

## Opis
Jętka ta osiąga od 9 do 16 mm długości ciała i dodatkowo od 3 do 13 mm długości przysadek ogonowych. Imagines latają w rojach lipcowymi i sierpniowymi wieczorami. Larwy przechodzą swój rozwój wyłącznie w czystych rzekach i potokach.

## Rozprzestrzenienie
W Europie gatunek ten został wykazany z Albanii, Austrii, Bośni i Hercegowiny, Bułgarii, Chorwacji, Czech, europejskiej Turcji, Francji, Grecji, Hiszpanii, Holandii, byłej Jugosławii, Macedonii Północnej, Niemiec, Polski, Portugalii, Rumunii, Słowenii, Szwajcarii, Ukrainy, Węgier i Włoch.